# Herrarnas 1 500 meter i hastighetsåkning på skridskor vid olympiska vinterspelen 2014
Herrarnas 1 500 meter i hastighetsåkning på skridskor vid olympiska vinterspelen 2014 hölls på anläggningen Adler Arena skridskocenter, i Sotjis olympiska park, Ryssland. Tävlingen avgjordes den 15 februari 2014 klockan 17:30 lokal tid.

## Medaljörer
| Gren        | Guld                  | Silver                     | Brons                 |
| 1 500 meter | Zbigniew Bródka Polen | Koen Verweij Nederländerna | Denny Morrison Kanada |

## Resultat
40 tävlande deltog i tävlingen.
| Teckenförklaring | Teckenförklaring                                 |
| ---------------- | ------------------------------------------------ |
| Pl.              | Åkarens slutplacering i tävlingen                |
| P                | Parindelning                                     |
| B                | Bana, innerbana (I) eller ytterbana (Y)          |
| TM               | Tidsmarginal                                     |
| OR               | Olympiskt rekord i hastighetsåkning på skridskor |
| TR               | Banrekord                                        |

| Pl. | P  | B | Namn                        | Nation        | Tid         | TM     |
| --- | -- | - | --------------------------- | ------------- | ----------- | ------ |
| 1   | 17 | Y | Zbigniew Bródka             | Polen         | 1.45,006 TR | ±0     |
| 2   | 20 | I | Koen Verweij                | Nederländerna | 1.45,009    | +0,003 |
| 3   | 15 | Y | Denny Morrison              | Kanada        | 1.45,22 TR  | +0,22  |
| 4   | 19 | I | Denis Yuskov                | Ryssland      | 1.45,37     | +0,37  |
| 5   | 13 | Y | Mark Tuitert                | Nederländerna | 1.45,42 TR  | +0,42  |
| 6   | 15 | I | Håvard Bøkko                | Norge         | 1.45,48     | +0,48  |
| 7   | 16 | I | Brian Hansen                | USA           | 1.45,59     | +0,59  |
| 8   | 19 | Y | Sverre Lunde Pedersen       | Norge         | 1.45,66     | +0,66  |
| 9   | 18 | Y | Denis Kuzin                 | Kazakstan     | 1.45,69     | +0,69  |
| 10  | 14 | Y | Bart Swings                 | Belgien       | 1.45,95     | +0,95  |
| 11  | 17 | I | Shani Davis                 | USA           | 1.45,98     | +0,98  |
| 12  | 7  | Y | Stefan Groothuis            | Nederländerna | 1.46,08     | +1,08  |
| 13  | 2  | I | Jan Blokhuijsen             | Nederländerna | 1.46,50     | +1,50  |
| 14  | 13 | I | Haralds Silovs              | Lettland      | 1.46,79     | +1,79  |
| 15  | 12 | I | Jan Szymański               | Polen         | 1.46,86     | +1,86  |
| 16  | 16 | Y | Håvard Holmefjord Lorentzen | Norge         | 1.47,27     | +2,27  |
| 17  | 2  | Y | Mirko Giacomo Nenzi         | Italien       | 1.47,48     | +2,48  |
| 18  | 14 | I | Ivan Skobrev                | Ryssland      | 1.47,62     | +2,62  |
| 19  | 12 | Y | Mathieu Giroux              | Kanada        | 1.47,65     | +2,65  |
| 20  | 18 | I | Konrad Niedźwiedzki         | Polen         | 1.47,77     | +2,77  |
| 21  | 4  | Y | Tian Guojun                 | Kina          | 1.47,95     | +2,95  |
| 22  | 20 | Y | Joey Mantia                 | USA           | 1.48,01     | +3,01  |
| 23  | 11 | I | Patrick Beckert             | Tyskland      | 1.48,08     | +3,08  |
| 24  | 11 | Y | Aleksej Jesin               | Ryssland      | 1.48,10     | +3,10  |
| 25  | 9  | I | Aleksej Suvorov             | Ryssland      | 1.48,11     | +3,11  |
| 26  | 8  | I | Konrád Nagy                 | Ungern        | 1.48,12     | +3,12  |
| 27  | 8  | Y | Robert Lehmann              | Tyskland      | 1.48,24     | +3,24  |
| 28  | 3  | Y | Lucas Makowsky              | Kanada        | 1.48,51     | +3,51  |
| 29  | 4  | I | Joo Hyong-jun               | Sydkorea      | 1.48,59     | +3,59  |
| 30  | 10 | Y | Dmitrij Babenko             | Kazakstan     | 1.48,67     | +3,67  |
| 31  | 3  | I | Taro Kondo                  | Japan         | 1.49,31     | +4,31  |
| 32  | 10 | I | Benjamin Macé               | Frankrike     | 1.49,34     | +4,34  |
| 33  | 1  | Y | Vincent De Haître           | Kanada        | 1.49,42     | +4,42  |
| 34  | 7  | I | Aleksandr Zhigin            | Kazakstan     | 1.49,48     | +4,48  |
| 35  | 5  | Y | Fjodor Mezentsev            | Kazakstan     | 1.49,70     | +4,70  |
| 36  | 5  | I | Simen Spieler Nilsen        | Norge         | 1:49.88     | +4,88  |
| 37  | 9  | Y | Jonathan Kuck               | USA           | 1.50,19     | +5,19  |
| 38  | 1  | I | David Andersson             | Sverige       | 1.50,30     | +5,29  |
| 39  | 6  | Y | Matteo Anesi                | Italien       | 1.50,59     | +5,59  |
| 40  | 6  | I | Ewen Fernandez              | Frankrike     | 1.52,70     | +7,70  |